# Josep Maria Llopis i de Casades
Josep Maria Llopis i de Casades   (Sitges, 30 de juny de 1886 - Barcelona, 29 de gener de 1915) va ser un pintor català.

## Biografia
Era fill de l'advocat Manuel Llopis i Bofill i de Josepa de Casades i Dòria (1860-1909), i germà del diplomàtic Manuel Llopis i de Casades.

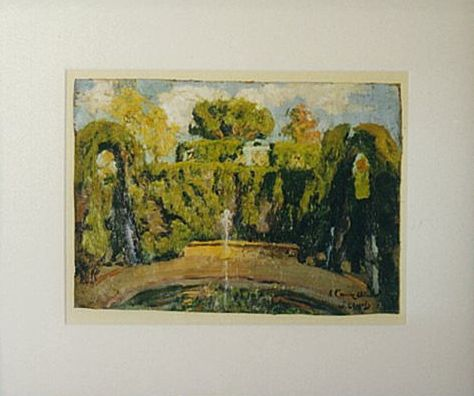
Jardí (1910). Col·lecció Art de la Vila de Sitges

Format a l'escola de la Llotja, on va ser deixeble de Fèlix Mestres i Borrell, participà en les exposicions internacionals d'art de Barcelona dels anys 1907 i 1911, en l'última de les quals fou premiat amb una medalla pel quadre Altar de l'església de Sant Sever. També exposà dues vegades al Faianç Català (1911 i 1913) i guanyà un dels primers premis a l'Exposició de Belles Arts de Madrid de 1912. A més, es reproduïren tres quadres seus a la revista Museum (curiosament, al mateix número que es publicà el conegut article de Joan Maragall sobre Joaquim Sunyer).
Malgrat la seva curta carrera artística, des del punt de vista temàtic, sofrí una notable progressió, ja que començà representant assumptes militars i de seguida evolucionà cap als jardins i els interiors de temples, que sabé plasmar amb colors vius i profusió de detalls. Entre tots els que realitzà destaquen La Sala Capitular de la Seu de Barcelona i L'orgue de l'església parroquial de Sitges.
Malalt de tifus, va morir a Barcelona el 28 de gener del 1915, als 28 anys, quan tothom li augurava un prometedor avenir com a pintor. L'abril del 1916 s'organitzà una exposició pòstuma a les Galeries Laietanes de Barcelona. De les quaranta-vuit obres que s'hi van poder veure, disset guardaven relació amb Sitges (els diners que s'aconseguiren anaren destinats a la construcció del temple de la Sagrada Família).